# Cerco de Constantinopla (1422)
O primeiro cerco de Constantinopla em grande escala levado a cabo pelos otomanos se deu em 1422 como resultado das tentativas do imperador bizantino Manuel II Paleólogo de interferir na sucessão dos sultões otomanos após a morte de Maomé I, o Cavalheiro em 1421. Esta política bizantina geralmente conseguia de fato enfraquecer os inimigos dos Império Bizantino.
Quando Murade II emergiu como sucessor de seu pai, ele imediatamente marchou contra os bizantinos. Os turcos otomanos se utilizaram de canhões pela primeira vez neste cerco, "falconetes", que era canhões curtos e de boca larga. Os dois lados tinham tecnologia equivalente e os turcos tiveram que construir barricadas para "com o objetivo de receber... as pedras das bombardas".
Os defensores bizantinos venceram a batalha e a tradição bizantina da época atribuiu a libertação de Constantinopla à intervenção milagrosa da Teótoco (um dos títulos de Nossa Senhora no Oriente).

## Resultado
Apesar da vitória bizantina, o Império na época havia sido reduzido a nada mais do que umas poucas e descontínuas faixas de terra costeiras e à capital. Ele também enfrentava graves problemas econômicos e sofria uma severa falta de soldados. O papa Pio II promoveu uma doação de canhões pelos monarcas europeus como forma de ajudar. Quaisquer novos canhões adquiridos após 1422 foram, da mesma forma, presentes dos europeus e, para além disso, nada mais foi feito para aumentar o arsenal militar bizantino no período. Como consequência, Maomé II eventualmente terá sucesso em 1453.

## Tradições
Os relatos bizantinos atribuem a libertação da cidade a uma aparição da Teótoco nas muralhas da cidade, o que teria inspirado os defensores. João Cananos relata que:
| “ | Os romanos, exaustos pela fadiga, saltaram e se regojizaram... Eles gritaram hinos à Santíssima Virgem, glorificando-a do fundo de seus corações e dizendo 'Este é na verdade um rico, celebrado, memorável, extraordinário e notável milagre, digno de admiração'. | ” |